# أسود أو أبيض (فلم)
أسود أو أبيض (بالإنجليزية: Black or White) هو فيلم دراما تم إنتاجه في الولايات المتحدة وصدر في سنة 2014. كتبه مايك بيندر. ومن إنتاج كيفين كوستنر، وبطولة اوكتافيا سبنسر، جيليان جاكوبس، جنيفر ايهيلي، انتوني ماكي وبيل الأزيز. عرض الفيلم لأول مرة في 2014 في مهرجان تورونتو السينمائي الدولي، وعرض في الولايات المتحدة على 30 يناير 2015.

## الميزانية والإيرادات
بلغت تكلفة إنتاج الفيلم حوالي 9 ملايين دولار بينما حقق أرباحا تقدر بـ 21.7 مليون دولار.

## وصلات خارجية
- مقالات تستعمل روابط فنية بلا صلة مع ويكي بيانات